# Ke Huy Quan
Ke Huy Quan, znany również jako Jonathan Ke Quan (ur. 20 sierpnia 1971 w Sajgonie) – amerykański aktor pochodzenia wietnamskiego. Popularność przyniosły mu zagrane w pierwszej połowie lat 80. role w filmach Indiana Jones i Świątynia Zagłady oraz Goonies. Laureat Oscara dla najlepszego aktora drugoplanowego za rolę w filmie Wszystko wszędzie naraz.

## Życiorys
Jego rodzina po upadku Sajgonu uzyskała azyl polityczny w Stanach Zjednoczonych. Debiutował w filmie rolą chińskiego chłopca (Short Round), partnerującego Harrisonowi Fordowi w kinowej ekranizacji przygód Indiany Jonesa. Rolę tę uzyskał w wyniku otwartego castingu, na który początkowo przyszedł wyłącznie w celu towarzyszenia swojemu ubiegającemu się o nią bratu. Występ w tym filmie przyniósł mu Young Artist Award w 1984 w kategorii najlepszego aktora drugoplanowego oraz w tym samym roku nominację do Saturna dla najlepszego młodego aktora. W 1985 wystąpił w młodzieżowym przygodowym filmie Goonies w roli „Daty”.
W późniejszych latach okazjonalnie jako aktor pojawiał się w produkcjach filmowych. Ukończył Alhambra High School, a następnie szkołę kinowo-telewizyjną (School of Cinema-Television) działającą w ramach University of Southern California. Współpracował też przy efektach specjalnych w filmach X-Men oraz Tylko jeden. Zajmował się współpracą przy choreografii, był też asystentem reżysera.
W 2022 zagrał w komediodramacie Wszystko wszędzie naraz, rola ta przyniosła mu m.in. nagrodę Złoty Glob dla najlepszego aktora drugoplanowego oraz Nagrodę Gildii Aktorów Ekranowych za wybitny występ aktora w roli drugoplanowej. W 2023 za tę rolę podczas 95. ceremonii wręczenia Oscarów otrzymał nagrodę dla najlepszego aktora drugoplanowego.

## Filmografia

### Filmy
- 1984: Indiana Jones i Świątynia Zagłady jako Short Round
- 1985: Goonies jako Richard Wang
- 1991: Breathing Fire jako Charlie Moore
- 1992: Jaskiniowiec z Kalifornii jako Kim
- 1996: Red Pirate jako Kwan Chia Chiang
- 2002: Second Time Around jako Sing Wong
- 2021: Ohana: Najcenniejszy skarb jako George Phan
- 2022: Wszystko wszędzie naraz jako Waymond Wang
- 2024: Kung Fu Panda 4 jako Han (głos)
- 2025: Love Hurts jako Marvin Gable
- 2025: The Electric State jako dr Clark Amherst / P.C. (głos)

### Seriale
- 1986–1987: Together We Stand jako Sam Randall (19 odc.)
- 1990–1991: Wychowawca jako Jasper Kwong
- 1991: Opowieści z krypty jako Josh (1 odc.)
- 1993–1994: Eunuch & Carpenter jako Ba Da-jia (gł. rola, 40 odc.)
- 2023: Urodzony w Ameryce jako Jamie Yao / Freddy Wong
- 2023: Loki jako Ouroboros „OB” / A.D. Doug